# Кренц, Эгон
Э́гон Ру́ди Эрнст Кренц (нем. Egon Rudi Ernst Krenz; род. 19 марта 1937, Кольберг, Померания) — немецкий политик, генеральный секретарь Социалистической единой партии Германии (1989), председатель Государственного совета ГДР (1989). Последний коммунистический руководитель ГДР. Во время правления Кренца без его ведома (сначала, якобы непреднамеренно, одним пограничником) была открыта для свободного прохода Берлинская стена (9 ноября 1989 года). Кренц: «9 ноября стена не пала. Тогда были открыты переходы границ, и не с Запада на Восток, а с Востока на Запад. А сама стена через год рухнула». Был заключенным. Работал в фирме, занимающейся изготовлением протезов.

## Биография
Родился в Померании в семье портного, которого никогда не знал. В 1944 году семья Кренцев эвакуировалась в Дамгартен, окончил там школу в 1953 году. Окончил педагогический вуз в 1957 году с дипломом учителя начальной школы. В институте заинтересовался политикой и руководил местной организацией Союза свободной немецкой молодежи (ССНМ). В 1955 году вступил в Социалистическую единую партию Германии. В 1957-1959 годах служил в армии. В 1960 году возглавил в Ростоке местную организацию ССНМ, с 1961 года секретарь Центрального совета ССНМ, отвечал за работу молодежных организаций в университетах, колледжах и техникумах. 
В 1964-1967 годах учился в Высшей партийной школе в Москве. С 1967 по 1974 год секретарь Центрального совета ССНМ по агитации и пропаганде.
Председатель Пионерской организации имени Эрнста Тельмана в 1971—1974 годах, руководитель Союза свободной немецкой молодёжи в 1974—1983 годах.

### В руководстве СЕПГ
С 1973 года — член ЦК СЕПГ, с 1983 — секретарь ЦК и член Политбюро. Председатель СЕПГ (с 18 октября по 3 декабря 1989 года).
Заместитель (с 1984 года), затем Председатель Государственного совета ГДР (24 октября 1989 — 6 декабря 1989). Член Народной палаты в 1971—1990 годах, член Президиума Народной палаты в 1971—1981 годах. Председатель фракции Союза свободной немецкой молодёжи в Народной палате в 1971—1976 годах.

### Падение Берлинской стены
Кренц добился смещения с поста руководителя СЕПГ своего предшественника Эриха Хонеккера в октябре 1989 года, создав для этого сплочённую группу своих сторонников в Политбюро ЦК СЕПГ. Это произошло на фоне того, что во многих социалистических странах, в том числе Германии, развернулись антикоммунистические выступления. 24 октября 1989 года на 10-й сессии Народной палаты был избран Председателем Госсовета  (26 голосов против, 26 воздержались) и председателем Национального совета обороны (8 против и 17 воздержались).
Вскоре после утверждения на посту лидера страны отправился на переговоры в Москву, где генеральный секретарь ЦК КПСС М. С. Горбачёв заверил коллегу в дружбе и поддержке, а также сообщил, что объединение Германии на повестке дня не стоит.
Через неделю после этого визита, 9 ноября 1989 года, Берлинская стена была разрушена. Ввёл в употребление слово "поворот" для описания событий лета 1989 года - осени 1990 года.
В декабре 1989 года СЕПГ прекратила существование, и Кренц сложил все свои полномочия, а в 1990 году исключён из Партии демократического социализма (преемницы СЕПГ). С 1991 года неоднократно задерживался прокуратурой, был взят на полицейский контроль, много лет не имел паспорта и не имел права покидать Берлин, в его квартире проводились обыски.

### Уголовное дело
25 августа 1997 года в результате так называемого «процесса Политбюро», начавшегося в 1995 году, приговорён к 6,5 годам тюрьмы за причастность к «гибели людей у Берлинской стены». С 13 января 2000 года отбывал наказание в тюрьмах Моабит и Плётцензее, в заключении написал книгу «Тюремные записки». Жалоба, поданная Кренцем в Европейский суд по правам человека, дошла до самого высокого возможного уровня рассмотрения — Большой палаты, но была отклонена 22 марта 2001 года. После почти четырёх лет пребывания в заключении 18 декабря 2003 года освобождён из берлинской тюрьмы «ввиду малой вероятности повторения преступления». В отличие от осуждённого вместе с ним Гюнтера Шабовски Кренц не изменил своё мировоззрение. Он продолжает считать себя коммунистом и призывает «не представлять ГДР хуже, чем она была, а Федеративную Республику — лучше, чем она есть».

### Последующая жизнь
Проживает в восточногерманском местечке Дирхагене (Мекленбург — Передняя Померания). Был женат с 1961 года. Жена Эрика Кренц (11 ноября 1939 — 4 марта 2017), по профессии педагог, доцент по педагогическому образованию (с 1990 года на неё распространился запрет на профессию). Есть двое сыновей (работают в технической области), одна внучка и два внука.

## В культуре
В игре Ostalgie: The Berlin Wall, его можно привести к власти в качестве руководителя ГДР и повернуть ход истории по другому руслу.